# Lalage tricolor
El oruguero tricolor (Lalage tricolor) es una especie de ave paseriforme de la familia Campephagidae que vive en Oceanía. 

## Descripción

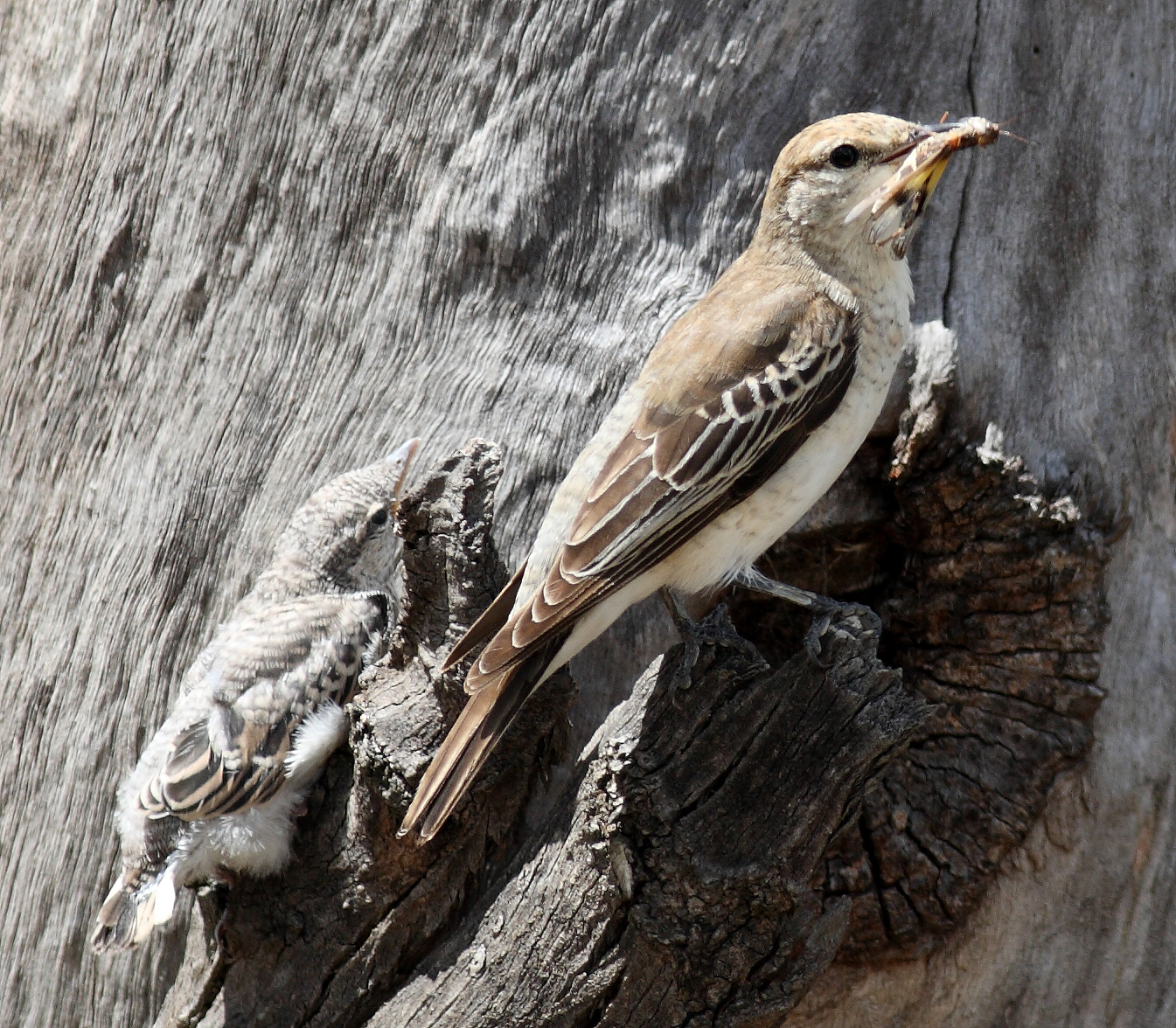
Hembra de oruguero tricolor.

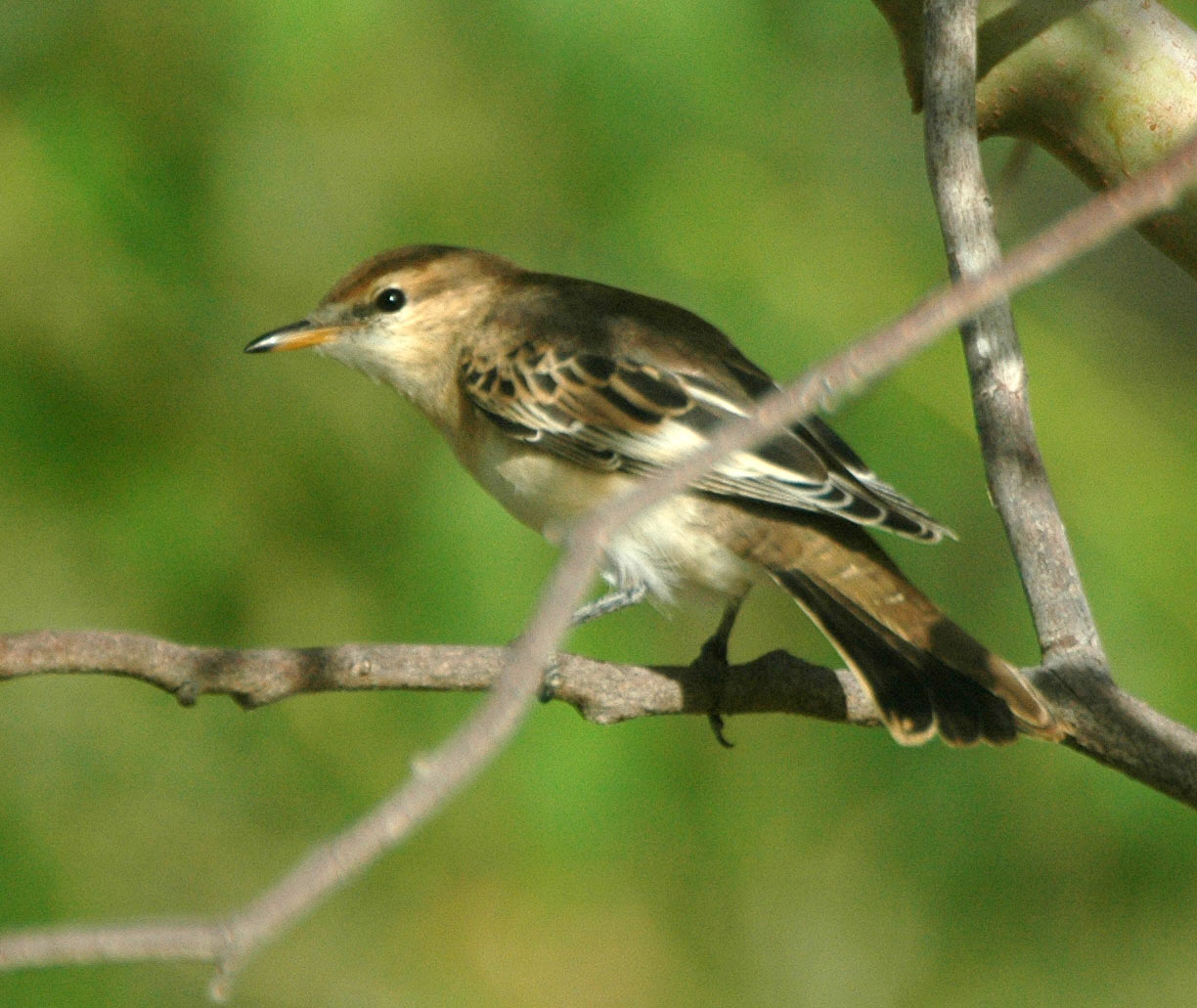
Macho con plumaje no reproductivo.

El oruguero tricolor mide entre 16 y 18 cm de largo, con lo que es uno de los miembros más pequeños de su familia. El macho en la época de cría presenta un contrastado plumaje negro en las partes superiores y blanco en las inferiores. La hembra tiene un patrón de color similar aunque sustituyendo el negro por tonos ocres más discretos. Fuera de la época de cría, el macho tiene un aspecto similar a la hembra aunque manteniendo algunas plumas negruzcas en las alas y cola. 

## Distribución y hábitat
Se encuentra principalmente en el continente australiano, aunque también ocupa el sureste de Nueva Guinea y algunas islas al norte del continente. Es sedentario o nómada en las partes más cálidas de su área de distribución (el interior de Australia y algunas partes del norte) mientras que es un visitante estival en las partes más frías del sur de Australia.
El oruguero tricolor es bastante común en los bosques, y zonas de matorral de la mayor parte de su área de distribución, y aparece cerca de los cauces fluviales en la zona central árida.

## Taxonomía
La clasificación en relación con su pariente cercano del este de Indonesia el oruguero de Lesueur (Lalage sueurii) es objeto de polémica. Algunos expertos consideran que ambos son subespecies de una misma especie, y en ese caso el oruguero tricolor pasaría a ser  Lalage sueurii tricolor.

## Comportamiento
Se alimenta de una amplia variedad de insectos que atrapa tanto en el suelo, como entre la vegetación y en vuelo.
Su época de cría se produce a mediados de la primavera austral hasta el principio del verano, periodo durante el que los machos cantan la mayor parte del día .